# Le Moulin des Andes
Le Moulin des Andes (titre chilien : La fruta mordida) est un film franco-chilien tourné au Chili par Jacques Rémy entre 1943 et 1945 avec un groupe de Français exilés pendant la Seconde Guerre mondiale. 
Le film a été considéré comme perdu, voire inconnu, pendant cinquante ans jusqu'à ce qu'une copie soit exhumée en 1995.

## Fiche technique
- Titre : Le Moulin des Andes
- Titre chilien : La fruta mordida
- Autres titres d'exploitation : Le Fruit mordu, Françoise[3]
- Réalisation : Jacques Rémy
- Scénario : Jules Supervielle, Jean Supervielle et Alexandre Casonas
- Photographie : Hugo Chiesa, Gisèle Freund
- Décorateurs de plateau : Jean Bartovic et Jean de Bravura
- Production : Robert Darène
- Durée : 80 minutes (1 h 20)
- Date de sortie : 1945
- Date de sortie DVD : 5 septembre 2000

## Distribution
- Robert Darène : Julien
- Jacqueline Made : Madeleine
- Nora Gregor : la mère
- José Squinquel : Edgar, le bossu
- Catherine Moissan
- Andrée Tainsy
- Grégoire Aslan
- Henri Salvador

## Autour du film
- Le poète Jules Supervielle et son fils Jean adaptent ici une pièce de Jean-Jacques Bernard, Martine, écrite en 1922[4].
- C'est le dernier film de l'actrice autrichienne Nora Gregor, quatre ans après sa participation à la Règle du jeu de Jean Renoir. La guerre terminée, elle demeure au Chili, où elle se suicide en 1949.